# Светилище „Монте Стела“ (Ивреа)
„Монте Стела“ (на италиански: Santuario di Monte Stella), с пълно наименование Светилище „Нашата господарка на Монте Стела“ (на италиански: Santuario "Nostra Signora del Monte Stella"), е римокатолическо светилище, посветено на Черната Мадона, в град Ивреа, регион Пиемонт, Северна Италия.

## История
На няколко крачки от пазарния площад на Ивреа, върху близкия хълм, се вие стара улица от 19 век на име Кручис (Via Crucis), която води до Светилището на Мадона дел Монте Стела, или както жителите на Ивреа го наричат: „Светилище Монте Стела“ (букв. Светилище на хълма „Звезда“).
Светилището е построено през 1627 г. след изоставянето на предходния параклис, посветен на Мадоната на Стела (днешен Параклис на Тримата влъхви). То е разширено през 1658 г. като свидетелство за посветеността на жителите на Ивреа и на Канавезе на „Черната мадона“ от Светилището Оропа в Провинция Биела. Днес от тази постройка са останали само камбанарията и съседната на сегашната църква стена, върху която се виждат останките на изографисан люнет.
Настоящата църква, посветена на „Мадона дел Монте Стела“, има формата на кръгъл храм и е построена в края на 19 век в неоготически стил.
През 1954 г., по желание на жителите на Ивреа, започват дейности по реконструиране на църквата, но се изгражда единствено апсидата.

## Параклис на Тримата влъхви
На върха на хълма „Стела“ се издига и Параклисът на Тримата влъхви, първоначално посветен на Пресвета Богородица от Монте Стела. Според местните древни хроникьори скромната романска постройка е вдигната от общността на Ивреа около 1220 г., след като св. Франциск от Асизи преминава през града и препоръчва изграждането ѝ.
През втората половина на 17 век, когато в средата на хълма е построена новата църква, Параклисът е посветен на Тримата влъхви. Днес от оригиналната постройка е останала апсидата, на която се намира рядък двукрилен прозорец с тясна и дълга правоъгълна форма.
Параклисът е място за поклонение в деня на Богоявление, което, според старо църковно решение, дава на верните пълно опрощение на греховете. Древният обред на шествието и принасянето в дар на свещи в параклиса е включен в честванията в рамките на Карнавала на Ивреа, който започва всяка година в деня на Богоявление.

## Художествени произведения
По свещения маршрут на Виа Кручис се намират 14 параклиса от 1839 г. със сцени от Страстите Христови, дело на художника Доменико Катанео (Domenico Cattaneo), като през 1923 г. те са изографисано повторно от епоредиезеца Симоне Саласа (Simone Salassa). В основата на всеки от тях, върху мраморна плоча, са гравирани четири стиха: два от тях описват сцената на представената Страст, а други два отправят към минувачите и към посветените морално предупреждение.
В Параклиса на Тримата влъхви се е помещавала скъпоценна скулптурна група с Поклонението на влъхвите на неизвестен автор от края на 15 век, която понастоящем се намира в Градския музей на Ивреа „Гарда“.
След последните реставрации от 2004 г., в страничния олтар, разположен от лявата стена на нефа, са открити великолепни ренесансови стенописи от нач. на 16 век: Триптих с Мадоната с Младенеца и Свети Йосиф между Св. Рох и Св. Себастиан. Триптихът е на неизвестен автор, работил в Канавезе и във Вале д'Аоста и повлиян от Джовани Мартино Спанцоти, автор на цикъла „Страстите Христови“ в църквата Свети Бернардин (Ивреа) в Ивреа.